# Sablonceaux
Sablonceaux è un comune francese di 1 264 abitanti situato nel dipartimento della Charente Marittima nella regione della Nuova Aquitania.

## Società

### Evoluzione demografica
Abitanti censiti